# ふじわらみはね
ふじわら みはねは、日本の女優・声優・ナレーター。
身長153.7cm、体重46kg、血液型A型。特技は裁縫・着付けなど。手先が器用で簡単な衣装や小道具なら自分で作ってしまう。以前は劇団怪傑パンダースに所属していた。

## 主な出演作

### 舞台
- G.E.T. 第3回公演 ちょいとビターな日曜日（2010年4月）
- 怪傑パンダース 旗揚げ公演 パーフェクト・ヒーロー（2011年2月）
- 怪傑パンダース EXTRA STAGE バンク・バン・レッスン（2011年5月）
- 元気株式会社×怪傑パンダース 共同イベント コンカツ殺人事件 （2011年9月）堂本まい役
- 怪傑パンダース 第2回本公演 リーゼント総理（2011年10月）
- なぞらえ屋 スピンオフ企画 残憧（2011年11月）

### ARG（代替現実ゲーム）
- 元気株式会社 ぼくらの選択/みなかみARG（2011年6月 - 8月）石坂美里役
- 元気株式会社 bubblegum（2011年12月 - ）インフォメーション

### アニメ
- 三菱自動車 企業VP（2008年）

### 吹き替え
- インディ・ジョーンズ/クリスタル・スカルの王国（2008年）

### TV・CM
- アイリスオーヤマ『美食メニュープチカップ編』ナレーション（2008年）
- BSブランチ（2011年）

### ネットTV
- SplumeTV谷スプ　(2011年11月 - 2013年4月）
- SplumeTVマシーナ・ハート　(2013年5月 - 出演中）